# Festuca baffinensis
Festuca baffinensis — вид трав'янистих рослин родини тонконогові (Poaceae), поширений в основному в арктичних областях Північної Америки, Азії та Європи.

## Опис
Це багаторічні поодинокі трав'янисті рослини, які формують невеликі, щільні купини. Стебла до 10(15) см, прямостійні, густо опушені короткими жорсткими білими волосками, особливо у верхній (дистальній) частині. Основи стебел оточені блідо-коричневими пазухами листя минулих років. Листя шорстке на краях і вздовж жилок. Прикореневі листки 3–7 см завдовжки й 0.4–0.6 мм завширшки. Лігули дуже короткі, менше 1.0 мм.
Одиниці суцвіття Poaceae — колоски, майже завжди численні в волотях або колосовидих суцвіттях. Колоски складаються з 2-х лусок (приквітки для колоска) і одної або кількох квіток. Квітки містять леми (нижні квіткові луски) і верхні квіткові луски.
Суцвіття — щільні односторонні яйцеподібні темно-фіолетові або пурпурово-коричневі волоті, 1–2 см завдовжки, що займає менше 1/4 довжини стебла. Гілки суцвіть короткі, < 5 мм, шорсткі через довгі, тонкі шипики, кожна гілка з 1–3 колосками. Колоски 7–13 × 1.8–3.0 мм (з остями), з 4–6 квітками. Приквітки (луски й леми) з закругленими спинками. Колоскові луски 3–5 мм, нижня трохи коротша, ніж верхня, від гострих до загострених, з 1–3 неясними жилками, голі й блискучі. Леми (за винятком ості) 4–6 мм, з остями 1.5–2.5 мм, з кількома більш-менш помітними жилками, шорсткі, особливо в дистальній частині; ості дуже шорсткі. Верхні квіткові луски шорсткі на і між жилками. Пиляки 0.4–1.1 мм. Плоди — однонасінні сім'янки. 2n= 28 (4x).

## Відтворення
Статеве розмноження насінням, немає вегетативного розмноження. Вітрозапильний вид. Шорсткі остюки можуть прикріпитися до птахів і тварин, а також дещо полегшити поширення під дією вітру.

## Поширення
Це в основному арктичний вид Північної Америки (Канада, Ґренландія, США) та Євразії (Шпіцберген — Норвегія, арктична Росія).
Населяє лукові схили й осипи. Зростає на помірно грубих, переважно основних субстратах. Видів є показником локально сприятливих ділянок (порівняно тепло, раннє танення снігу, достатньо вологи).